# Grylloderes morio
Grylloderes morio är en insektsart som först beskrevs av Johan Christian Fabricius 1781.
Grylloderes morio ingår i släktet Grylloderes och familjen syrsor. Inga underarter finns listade i Catalogue of Life.